# Festival Omladina 1973.
```
                          Fetival Omladina 1973
```

```
     Popis pjesama , autora glazbe i izvođača
```

```
     1. Zemlja se vrti ( Tomaž Domicelj ) - Meta Močnik
     2. Pevaj moju pesmu ( Zoran Saičić ) - Marijan Dugec
     3. Nekad si bila u mom srcu ( Božidar Vučar ) - Branimir Kuzmić
     4. Tražim ( Srđan Marjanović - Srđan Marjanović ) - Srđan Marjanović
     5. Kate , ljubavi ( Jovica Škaro ) - Jovica Škaro
     6. Nek se ljudi čude ( Gabor Lenđel ) - Ljubiša Lolić
     7. Tri ženske ( Marko Brecelj ) - Ansambl Krik
     8. Svena edna roza ( Miodrag Božinovski ) - Vančo Tarabunov
     9. Ne ke me poznavaš ) Dragan Mijalkovski ) - Dragan Mijalkovski
     10. Kara gozlum ( Husein Kazaz ) - Husein Kazaz
     11. Ne plaši se draga moja ( Gazmend Pallaska ) - Gazmend Pallaska
     12. Lutaj sam ( Zoran Markulj ) - Sandra Kulier
     13. Lutanja ( Vlada Marković - P. Lovrić ) - Vlada i Bajka
     14. Tiki ti ( Zoran Grgurić ) - Senada Kospić
     15. Vrati se doma ( Dragan Mijalkovski ) - Lena Trajkovska
     16. Mama , daj mi denar ( Tomaž Domicelj ) - Vis Srce
     17. Kanga hestum ( Lorenc Vučaj ) - Luan Hajra
     18. Pred kraj neba ( Nenad Pavlović ) - Tamara Pavlović
     19. Uspomena ( Pero Đuković ) - Tihomir Bralić
     20. Kad sunce zalazi ( Miroslav Mihajlović ) - Boro Platiša
     21. Sanjala sam ( Goran Markulj ) - Daniela Pančetović
     22. Ti ne znaš dom gdje živi on ( Vlado Miloš ) - Jadranka Stojaković 
     23. Ne reci da je kraj ( Ladislav Mezei ) - Zoran Milivojević
     24. Kroz tužnu , umornu jesen ( Koši Halim ) - Ratko Kraljević
     25. Susret ( Vladimir Delač ) - Vis Grešnici
```

izvori : ilustrirani tjednici Studio i RTV revija iz Beograda .

## Vanjske poveznice
- (srp.) Festival Omladina  Arhivirana inačica izvorne stranice od 29. prosinca 2018. (Wayback Machine)
- (srp.) Facebook
- (srp.) Subotica.com